# Langwert
Langwert is een poldermolen 400 meter ten zuidoosten van het Friese dorp Winsum, dat in de Nederlandse gemeente Waadhoeke ligt. Het is vernoemd naar de voormalige buurtschap Langwerd, waarbij het stond.

## Beschrijving
De maalvaardige grondzeiler Langwert werd in 1894 gebouwd nabij een boerderij aan de Stelpdijk in Tjilbert, een buurtschap ten westen van Winsum. In 1978-1979 werd de molen overgebracht naar zijn huidige locatie even ten oosten van de Franekervaart aan de N359. Hij werd daar geplaatst op de fundering van een uit 1863 daterende molen die in 1974 afbrandde. Langwert, die eigendom is van de gemeente Littenseradeel, is op afspraak te bezichtigen.